# Конингэм, Френсис, 2-й барон Конингэм
Фрэнсис Конингэм, 2-й барон Конингэм (урожденный Фрэнсис Пирпойнт Бертон; англ. Francis Pierpoint Burton; Francis Conyngham, 2nd Baron Conyngham; ок. 1725 — 22 мая 1787) — ирландский пэр и политик.

## Биография
Родился около 1725 года. Старший из двух сыновей, рождённых политиком Фрэнсисом Бертоном (1696—1744) из графства Клэр от его жены Мэри (урожденной Конингэм) (? — 1737). Его дед по отцовской линии, также по имени Фрэнсис Бертон (1640—1714), заседал в ирландском парламенте от Энниса в 1691—1714 годах. Первоначально одна из линий семьи Бертон поселилась в Ричмонде, Йоркшир, после Нормандского завоевания Англии. Сэр Эдвард Бертон (1442—1524), посвященный в рыцари королем Эдуардом IV в 1460 году после Второй битвы при Сент-Олбансе, поселился в Лонгноре, графство Шропшир. Его потомок Томас Бертон переехал в Ирландию в 1610 году.
По материнской линии его прадедом был генерал-лейтенант сэр Альберт Конингэм (ум. 1691). Его предки, шотландские протестанты, чье имя было написано Каннингем, прибыли в Ирландию во время английской колонизации Ольстера. Его дедом был генерал-майор Генри Конингэм (ум. 1706), который претендовал на значительные земли в графстве Мит, включая замок Слейн. Дядя Фрэнсиса Бертона Генри Конингэм (1705—1781) заседал в парламентах Ирландии и Великобритании. Для него были созданы титулы барона Конингэма из Маунт-Чарльза в 1753 году и виконта Конингэма в 1756 году. 4 января 1781 года он получил титулы графа Конингэма и барона Конингэма с правом передачи баронского титула своему старшему племяннику. Все титулы принадлежали к Пэрству Ирландии.
Фрэнсис Пирпойнт Бертон был членом Ирландской палаты общин от Киллибегов с 1753 по 1761 год и графства Клэр с 1761 по 1768 год. Ранее депутатом Палаты общин Ирландии от графства Клэр был его отец, Фрэнсис Бертон.
Когда Генри Конингэм, 1-й граф Конингэм, скончался бездетным 3 апреля 1781 года, срок действия всех титулов истек, за исключением баронства, которое унаследовал Фрэнсис Бертон, ставший 2-м бароном Конингэмом. Он сменил свою фамилию на Конингэм по королевской лицензии 3 мая 1781 года.
Фрэнсис Конингэм был старшим братом политика Уильяма Бертона Конингэма (1733—1796), который унаследовал поместья своего дяди в Слейне и Донегале. Когда он умер в 1796 году, он оставил поместья своему старшему племяннику Генри.

## Брак и дети
19 марта 1750 года Фрэнсис Бертон женился на Элизабет Клементс (18 августа 1731 — 31 октября 1814), старшей дочери ирландского политика Натаниэля Клементса (1705—1777) и Ханны Гор, младшей сестре Роберта Клементса, 1-го графа Литрима. У них были сыновья-близнецы и три дочери:
- Генри Бертон Конингэм, 1-й маркиз Конингэм  (26 декабря 1766 — 28 декабря 1832), старший сын и преемник отца
- Фрэнсис Натаниэль Пирпойнт Бертон Конингэм[англ.] (26 декабря 1766 — 27 января 1832), генерал-губернатор Квебека (1808—1832), женился на Валентине Летиции Лоулесс (? — 1844), дочери Николаса Лоулесса, 1-го барона Клонкарри
- Кэтрин Бертон, замужем 26 марта 1785 года за преподобным Джоном Ширли Фермором
- Эллена Бертон, замужем 11 декабря 1777 года за Стюартом Уэлдоном
- Генриетта Бертон (1765—1831), незамужняя.

Второй барон Конингэм умер в 1787 году, и ему наследовал его старший сын Генри, политик и придворный, который в 1789 году получил титул виконта Конингэма из Маунт-Чарльза. В 1816 году для него были созданы титулы маркиза Конингэма, графа Маунт-Чарльза и виконта Слейна. В 1821 году он получил титулы барона Минстера из Минстер-Эбби в Пэрстве Соединённого королевства.